# Miłakówka (dopływ Pasłęki)
Miłakówka – rzeka na Pojezierzu Iławskim, lewy dopływ Pasłęki o długości 26,12 km i powierzchni dorzecza 178,7 km².

## Przebieg
Rzeka początek bierze w Miłakowie, w miejscu gdzie Warkalska Struga łączy się z przepływającą przez jezioro Mildzie rzeką Narie, u podnóża wzniesienia 182 m n.p.m. Przed Miłakowem rzekę zasilają wody prawego dopływu, Narienki, odwadniającej jezioro Narie. Kilka kilometrów za Miłakowem rzekę zasila kolejny dopływ, pozbawiony nazwy. Dotąd rzeka jest wąska i płytka. Od młyna w Miłakowie nurt staje się bardziej wartki. Dno pokryte jest piaskiem i żwirem. Od lewej strony wpływa kilka drobnych cieków i rowów melioracyjnych. Przed Głodówkiem Miłakówka przepływa pod drogą wojewódzką nr 528. Po wpłynięciu w las, aż do ujścia, płynie wyraźną doliną, przybierającą miejscami formę głęboko wciętego jaru. Na tym odcinku znajdują się ruiny spiętrzenia, w obrębie którego funkcjonowały kiedyś turbiny elektryczne. Leżą tu liczne drzewa, a w nurcie znajdują się głazy. Rzeka meandruje, pojawiają się bystrza i szypoty. Kilkadziesiąt metrów przed ujściem przepływa pod mostem lokalnej drogi do Stolna. Uchodzi do Pasłęki koło wsi Sportyny.

## Przyroda
Na ichtiofaunę rzeki składają się: pstrąg, kleń, jelec, okoń, a także, w mniejszym zakresie, miętus i głowacz.